# Медник окуляровий
Медник окуляровий (Bolemoreus hindwoodi) — вид горобцеподібних птахів родини медолюбових (Meliphagidae).

## Назва
Наукова назва hindwoodi дана на честь Кіта Альфреда Гіндвуда (1904—1971), орнітолога-любителя, який став президентом Королівського союзу орнітологів Австралії.

## Поширення
Ендемік Австралії. Поширений у тропічних лісах хребта Кларка західніше міста Маккай у центрально-східному Квінсленді. Мешкає в тропічних і субтропічних низинних тропічних лісах.

## Спосіб життя
Харчується переважно нектаром, але також їсть квіти, ягоди, насіння та комах. Розмноження відбувається з серпня по січень, протягом південної весни та літа. У період розмноження ці птахи стають досить агресивними, часто нападаючи один на одного. Сезон розмноження відповідає цвітінню основних видів евкаліпта та омели. Самиця відкладає 2-3 яєць. Інкубація триває 16 днів.